# Prepona thebais
Prepona thebais är en fjärilsart som beskrevs av Hans Fruhstorfer 1916. Prepona thebais ingår i släktet Prepona och familjen praktfjärilar. Inga underarter finns listade i Catalogue of Life.